# ࢩ
Yā point suscrit ‹ ࢩ › est une lettre additionnelle de l’alphabet arabe utilisée dans l’écriture du fulfulde au Cameroun. Elle est composée d’un yā ‹ ي › diacrité d’un point suscrit.

## Utilisation
En fulfude écrit avec l’alphabet arabe au Cameroun, ‹ ࢩ › représente une consonne nasale palatale voisée [ɲ]. Au Tchad et au Sénégal, elle est transcrite avec le nūn deux points souscrits avec lequel elle partage ses formes initiale ‹ ࢩـ › et médiale ‹ ـࢩـ ›. Elle est transcrite avec un Ny ‹ ny › dans l’alphabet général des langues camerounaises.